# Nomia strigata
Nomia strigata är en biart som först beskrevs av Fabricius 1793.  Nomia strigata ingår i släktet Nomia och familjen vägbin. Inga underarter finns listade i Catalogue of Life.